# Alison Riske
Alison Riske,  ou Alison Riske-Amritraj depuis son mariage en 2019, née le 3 juillet 1990 à Pittsburgh, est une joueuse de tennis américaine, professionnelle depuis 2009.
À ce jour, elle a remporté trois titres en simple sur le circuit WTA.

## Biographie
En 2014, Alison Riske s'adjuge son premier titre WTA à Tianjin contre Belinda Bencic
Elle remporte son deuxième titre sur le circuit WTA le 16 juin 2019 lors du Libéma Open de Bois-le-Duc, renversant en finale la Néerlandaise Kiki Bertens (0-6, 7-6, 7-5).
En juillet 2019, elle atteint pour la première fois de sa carrière les quarts de finale d'un tournoi du Grand Chelem à Wimbledon en sortant la n°1 mondiale Ashleigh Barty. Deux semaines plus tard, elle se marie à Pittsburgh avec l'ancien joueur indien Stephen Amritraj, fils d'Anand Amritraj.
En juin 2022, elle atteint la finale du tournoi de Nottingham. Elle perd à ce stade contre la Brésilienne Beatriz Haddad Maia.

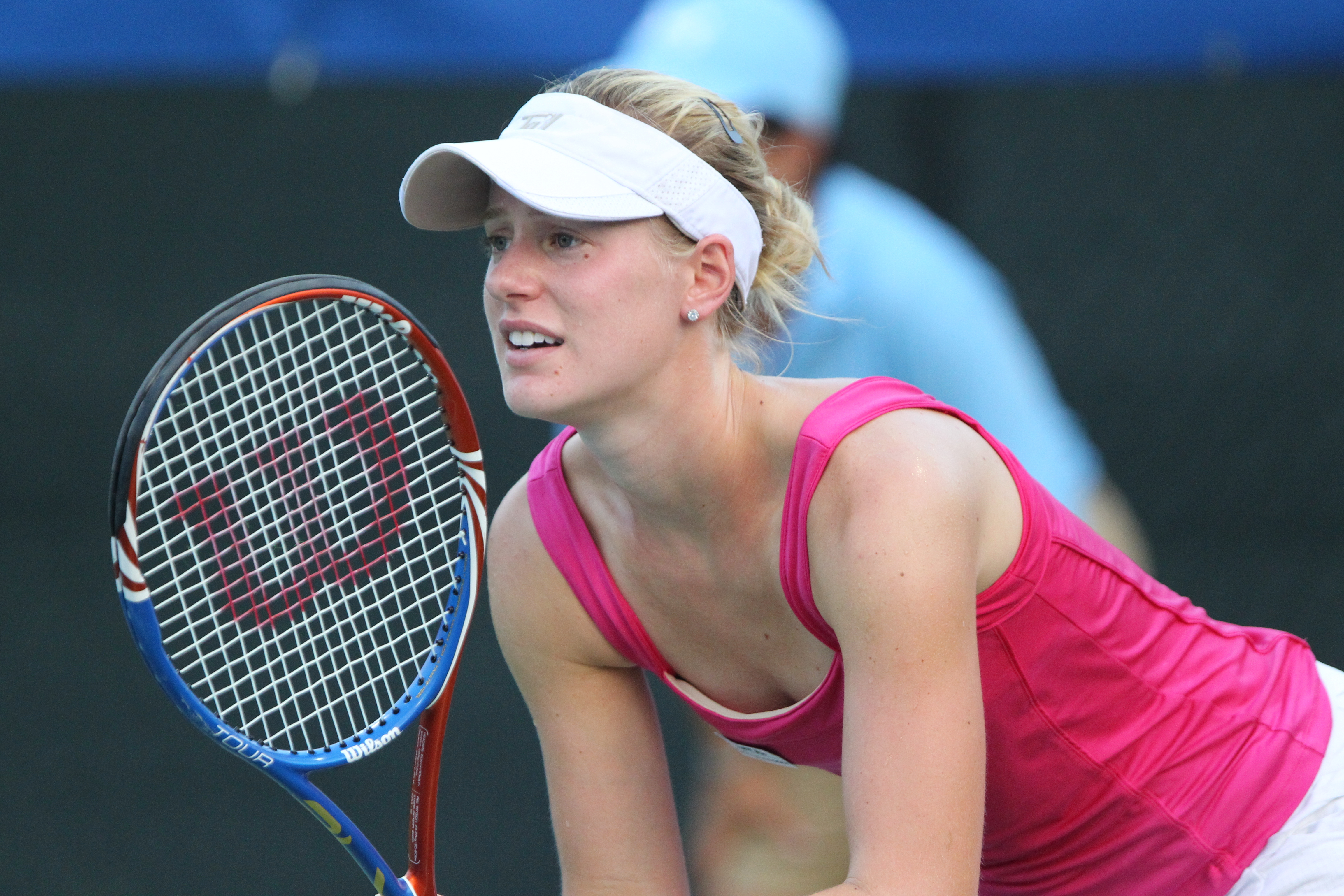
Alison Riske à Hanovre en 2011

## Palmarès

### Titres en simple dames
| No | Date       | Nom et lieu du tournoi          | Catégorie | Dotation    | Surface      | Finaliste          | Score          |          |
| -- | ---------- | ------------------------------- | --------- | ----------- | ------------ | ------------------ | -------------- | -------- |
| 1  | 06-10-2014 | Tianjin Open, Tianjin           | Intern'l  | 250 000 $   | Dur (ext.)   | Belinda Bencic     | 6-3, 6-4       | Parcours |
| 2  | 10-06-2019 | Libéma Open, Bois-le-Duc        | Intern'l  | 226 750 € $ | Gazon (ext.) | Kiki Bertens       | 0-6, 7-63, 7-5 | Parcours |
| 3  | 07-11-2021 | Upper Austria Ladies Linz, Linz | WTA 250   | 235 238 $   | Dur (int.)   | Jaqueline Cristian | 2-6, 6-2, 7-5  | Parcours |

### Finales en simple dames
| No | Date       | Nom et lieu du tournoi                 | Catégorie | Dotation    | Surface      | Vainqueure          | Score          |          |
| -- | ---------- | -------------------------------------- | --------- | ----------- | ------------ | ------------------- | -------------- | -------- |
| 1  | 03-01-2016 | Shenzhen Open, Shenzhen                | Intern'l  | 500 000 $   | Dur (ext.)   | Agnieszka Radwańska | 6-3, 6-2       | Parcours |
| 2  | 06-06-2016 | Aegon Open Nottingham, Nottingham      | Intern'l  | 250 000 $   | Gazon (ext.) | Karolína Plíšková   | 7-68, 7-5      | Parcours |
| 3  | 10-10-2016 | Tianjin Open, Tianjin                  | Intern'l  | 500 000 $   | Dur (ext.)   | Peng Shuai          | 7-63, 6-2      | Parcours |
| 4  | 01-01-2017 | Shenzhen Open, Shenzhen                | Intern'l  | 750 000 $   | Dur (ext.)   | Kateřina Siniaková  | 6-3, 6-4       | Parcours |
| 5  | 20-05-2018 | Nürnberger Versicherungscup, Nuremberg | Intern'l  | 250 000 $   | Terre (ext.) | Johanna Larsson     | 7-64, 6-4      | Parcours |
| 6  | 31-12-2018 | Shenzhen Open, Shenzhen                | Intern'l  | 750 000 $   | Dur (ext.)   | Aryna Sabalenka     | 4-6, 7-62, 6-3 | Parcours |
| 7  | 22-09-2019 | Dongfeng Motor Wuhan Open, Wuhan       | Premier 5 | 2 527 250 $ | Dur (ext.)   | Aryna Sabalenka     | 6-3, 3-6, 6-1  | Parcours |
| 8  | 13-09-2021 | Zavarovalnica Sava Portorož, Portorož  | WTA 250   | 235 238 $   | Dur (ext.)   | Jasmine Paolini     | 7-64, 6-2      | Parcours |
| 9  | 10-01-2022 | Adelaide International 2, Adélaïde     | WTA 250   | 239 477 $   | Dur (ext.)   | Madison Keys        | 6-1, 6-2       | Parcours |
| 10 | 06-06-2022 | Rothesay Open Nottingham, Nottingham   | WTA 250   | 239 477 $   | Gazon (ext.) | Beatriz Haddad Maia | 6-4, 1-6, 6-3  | Parcours |

## Parcours en Grand Chelem

### En simple dames
| Année | Open d'Australie | Open d'Australie    | Internationaux de France | Internationaux de France | Wimbledon       | Wimbledon         | US Open         | US Open            |
| ----- | ---------------- | ------------------- | ------------------------ | ------------------------ | --------------- | ----------------- | --------------- | ------------------ |
| 2007  | —                | —                   | —                        | —                        | —               | —                 | Q2              | Julie Ditty        |
|       |                  |                     |                          |                          |                 |                   |                 |                    |
| 2009  | —                | —                   | —                        | —                        | —               | —                 | Q1              | Yulia Fedossova    |
| 2010  | —                | —                   | Q1                       | Anna Tatishvili          | 1er tour (1/64) | Yanina Wickmayer  | Q1              | Zuzana Kučová      |
| 2011  | 1er tour (1/64)  | Svetlana Kuznetsova | —                        | —                        | 1er tour (1/64) | Vera Zvonareva    | 1er tour (1/64) | Jelena Janković    |
| 2012  | 1er tour (1/64)  | Urszula Radwańska   | Q1                       | Maria Elena Camerin      | Q2              | Yurika Sema       | Q1              | Lauren Davis       |
| 2013  | Q3               | Karin Knapp         | Q1                       | Irina Khromacheva        | 3e tour (1/16)  | Kaia Kanepi       | 1/8 de finale   | Daniela Hantuchová |
| 2014  | 3e tour (1/16)   | Angelique Kerber    | 2e tour (1/32)           | Kristina Mladenovic      | 3e tour (1/16)  | Maria Sharapova   | 1er tour (1/64) | Ana Ivanović       |
| 2015  | 1er tour (1/64)  | Océane Dodin        | 1er tour (1/64)          | Sara Errani              | 1er tour (1/64) | Lucie Šafářová    | 1er tour (1/64) | Eugenie Bouchard   |
| 2016  | 1er tour (1/64)  | Belinda Bencic      | 1er tour (1/64)          | Viktorija Golubic        | 1er tour (1/64) | Roberta Vinci     | 1er tour (1/64) | Madison Keys       |
| 2017  | 3e tour (1/16)   | Sorana Cîrstea      | 1er tour (1/64)          | Barbora Strýcová         | 3e tour (1/16)  | Coco Vandeweghe   | 1er tour (1/64) | Coco Vandeweghe    |
| 2018  | 1er tour (1/64)  | Kirsten Flipkens    | 1er tour (1/64)          | Simona Halep             | 2e tour (1/32)  | Belinda Bencic    | 1er tour (1/64) | Sorana Cîrstea     |
| 2019  | 1er tour (1/64)  | Kiki Bertens        | 1er tour (1/64)          | Andrea Petkovic          | 1/4 de finale   | Serena Williams   | 2e tour (1/32)  | Jeļena Ostapenko   |
| 2020  | 1/8 de finale    | Ashleigh Barty      | 1er tour (1/64)          | Julia Görges             | Annulé          | Annulé            | 2e tour (1/32)  | Ann Li             |
| 2021  | 1er tour (1/64)  | Anastasia Potapova  | —                        | —                        | 1er tour (1/64) | Tereza Martincová | 1er tour (1/64) | A. Pavlyuchenkova  |
| 2022  | 2e tour (1/32)   | Jeļena Ostapenko    | 2e tour (1/32)           | Iga Świątek              | 3e tour (1/16)  | Marie Bouzková    | 1/8 de finale   | Caroline Garcia    |
| 2023  | 1er tour (1/64)  | Markéta Vondroušová | 1er tour (1/64)          | Mirra Andreeva           | 1er tour (1/64) | Paula Badosa      |                 |                    |

N.B. : à droite du résultat se trouve le nom de l'ultime adversaire.

### En double dames
| Année | Open d'Australie               | Open d'Australie           | Internationaux de France      | Internationaux de France    | Wimbledon                   | Wimbledon              | US Open                    | US Open                   |
| ----- | ------------------------------ | -------------------------- | ----------------------------- | --------------------------- | --------------------------- | ---------------------- | -------------------------- | ------------------------- |
| 2011  | —                              | —                          | —                             | —                           | —                           | —                      | 1er tour (1/32) Stephens   | Dulko Pennetta            |
|       |                                |                            |                               |                             |                             |                        |                            |                           |
| 2013  | —                              | —                          | —                             | —                           | —                           | —                      | 2e tour (1/16) Oudin       | Huber Llagostera          |
| 2014  | 1/8 de finale Keys             | Hlaváčková Šafářová        | 1/8 de finale Keys            | Hradecká Krajicek           | 2e tour (1/16) Keys         | Kudryavtseva Rodionova | 2e tour (1/16) Vandeweghe  | Hlaváčková Zheng Jie      |
| 2015  | 1er tour (1/32) Keys           | Makarova Vesnina           | 1er tour (1/32) Jurak         | An. Rodionova Ar. Rodionova | 1er tour (1/32) Bertens     | Kops-Jones Spears      | 1er tour (1/32) Lepchenko  | Hlaváčková Hradecká       |
| 2016  | —                              | —                          | —                             | —                           | 1er tour (1/32) Chirico     | Beck Wickmayer         | 2e tour (1/16) Chirico     | Görges Ka. Plíšková       |
| 2017  | 1er tour (1/32) Putintseva     | Hibino Rosolska            | 2e tour (1/16) Brady          | Klepač Martínez             | 1er tour (1/32) Brady       | Mattek-Sands Šafářová  | 1er tour (1/32) Brady      | Makarova Vesnina          |
| 2018  | 1er tour (1/32) Davis          | Jakupović Khromacheva      | 1er tour (1/32) Konta         | Medina Parra                | 1er tour (1/32) Savchuk     | Dabrowski Xu Yifan     | 1er tour (1/32) Townsend   | Chan H-ch. Yang Zh.       |
| 2019  | 1/2 finale Brady               | Babos Mladenovic           | 1er tour (1/32) Brady         | Melichar Peschke            | 2e tour (1/16) Brady        | Babos Mladenovic       | 1er tour (1/32) Brady      | Olaru Yang Zh.            |
| 2020  | 1/8 de finale V. Kudermetova   | E. Mertens A. Sabalenka    | 2e tour (1/16) A. Tomljanović | K. Peschke D. Schuurs       | Annulé                      | Annulé                 | 1/4 de finale G. Dabrowski | A. Muhammad T. Townsend   |
| 2021  | 1er tour (1/32) A. Tomljanović | A. Rus T. Zidanšek         | —                             | —                           | —                           | —                      | 1er tour (1/32) A. Li      | D. Kasatkina A. Kontaveit |
| 2022  | 1er tour (1/32) A. Li          | N. Hibino A. Rosolska      | —                             | —                           | 1/8 de finale C. Vandeweghe | S. Aoyama Chan H.-c.   | —                          | —                         |
| 2023  | 2e tour (1/16) L. Fruhvirtová  | B. Krejčíková K. Siniaková | —                             | —                           | 1er tour (1/32) D. Collins  | A. Bogdan J. Cristian  | —                          | —                         |

N.B. : le nom du ou de la partenaire se trouve sous le résultat ; le nom des ultimes adversaires se trouve à droite.

### En double mixte
| Année | Open d'Australie | Open d'Australie | Internationaux de France | Internationaux de France | Wimbledon                  | Wimbledon                | US Open | US Open |
| ----- | ---------------- | ---------------- | ------------------------ | ------------------------ | -------------------------- | ------------------------ | ------- | ------- |
| 2019  | —                | —                | —                        | —                        | 1er tour (1/32) Rajeev Ram | A. Muhammad L. Bambridge | —       | —       |

N.B. : le nom du ou de la partenaire se trouve sous le résultat ; le nom des ultimes adversaires se trouve à droite.

## Parcours en «Premier» et «WTA 1000»
Les tournois WTA « Premier Mandatory » et « Premier 5 » (entre 2009 et 2020) et WTA 1000 (à partir de 2021) constituent les catégories d'épreuves les plus prestigieuses, après les quatre levées du Grand Chelem.

### En simple dames
| Année |              | Premier Mandatory               | Premier Mandatory            | Premier Mandatory            | Premier Mandatory        |       | Premier 5 | Premier 5                   | Premier 5                   | Premier 5                     | Premier 5                    | Premier 5 | Premier 5                    |
| Année | Indian Wells | Miami                           | Madrid                       | Pékin                        |                          | Dubaï | Rome      | Canada                      | Cincinnati                  |                               | Tokyo                        |           |                              |
| Année | Indian Wells | Miami                           | Madrid                       | Pékin                        |                          | Doha  | Rome      | Canada                      | Cincinnati                  |                               | Wuhan                        |           |                              |
| Année | Indian Wells | Miami                           | Madrid                       | Pékin                        |                          |       | Rome      | Canada                      | Cincinnati                  |                               |                              |           |                              |
| 2011  |              | 1er tour (1/64) B. Strýcová     |                              |                              |                          |       |           |                             |                             |                               |                              |           |                              |
| 2013  |              |                                 |                              |                              |                          |       |           |                             |                             | 1er tour (1/32) K. Bertens    |                              |           |                              |
| 2014  |              | 1er tour (1/64) B. Jovanovski   | 2e tour (1/32) E. Vesnina    | 2e tour (1/16) C. Suárez     | 1er tour (1/32) M. Keys  |       |           |                             | 1er tour (1/32) M. Keys     | 1er tour (1/32) M. Rybáriková |                              |           | 3e tour (1/8) E. Bouchard    |
| 2015  |              | 2e tour (1/32) A. Radwańska     | 2e tour (1/32) S. Kuznetsova | 1er tour (1/32) L. Šafářová  |                          |       |           |                             | 2e tour (1/16) S. Halep     | 2e tour (1/16) C. Witthöft    | 1er tour (1/32) E. Svitolina |           | 1er tour (1/32) S. Stephens  |
| 2016  |              | 1er tour (1/64) L. Hradecká     |                              | 1er tour (1/32) M. Keys      | 2e tour (1/16) Zhang S.  |       |           |                             | 1er tour (1/32) S. Stosur   |                               | 2e tour (1/16) S. Kuznetsova |           |                              |
| 2017  |              | 1er tour (1/64) D. Vekić        | 1er tour (1/64) J. Görges    | 2e tour (1/16) S. Kuznetsova | 1er tour (1/32) S. Halep |       |           | 2e tour (1/16) A. Sevastova | 1er tour (1/32) J. Janković | 1er tour (1/32) E. Vesnina    | 1er tour (1/32) V. Williams  |           | 1er tour (1/32) D. Kasatkina |
| 2018  |              |                                 | 3e tour (1/16) Wang Y.       |                              |                          |       |           |                             |                             |                               |                              |           |                              |
| 2019  |              | 1er tour (1/64) A. Van Uytvanck | 2e tour (1/32) Hsieh S-w.    | 1er tour (1/32) J. Konta     | 3e tour (1/8) N. Osaka   |       |           | 3e tour (1/8) Ka. Plíšková  | 1er tour (1/32) J. Konta    | 2e tour (1/16) Ka. Plíšková   | 1er tour (1/32) M. Sharapova |           | Finale A. Sabalenka          |
| 2020  |              |                                 |                              |                              |                          |       |           | 1er tour (1/32) J. Brady    | 1er tour (1/32) A. Bolsova  |                               | 1er tour (1/32) A. Anisimova |           |                              |
|       |              | WTA 1000                        |                              |                              |                          |       |           |                             |                             |                               |                              |           |                              |
| 2021  |              | 2e tour (1/32) B. Andreescu     |                              | 1er tour (1/32) I. Świątek   |                          |       |           |                             | 1er tour (1/32) I. Świątek  | 1er tour (1/32) S. Cîrstea    | 2e tour (1/16) V. Azarenka   |           |                              |
| 2022  |              | 3e tour (1/16) M. Keys          | 4e tour (1/8) N. Osaka       | 1er tour (1/32) B. Andreescu |                          |       |           | 1er tour (1/32) M. Linette  |                             | 3e tour (1/8) Y. Putintseva   | 3e tour (1/8) E. Rybakina    |           |                              |
| 2023  |              | 1er tour (1/64) E. Mandlik      |                              |                              |                          |       |           |                             |                             |                               |                              |           |                              |

Sous le résultat, l’ultime adversaire.

## Parcours aux Jeux olympiques

### En simple dames
| # | Date       | Nom de l'olympiade         | Surface    | Résultat        | Ultime adversaire  | Score          |          |
| - | ---------- | -------------------------- | ---------- | --------------- | ------------------ | -------------- | -------- |
| 1 | 31/07/2021 | Olympic Tennis Event Tokyo | Dur (ext.) | 1er tour (1/32) | Mihaela Buzărnescu | 60-7, 7-5, 6-4 | Parcours |

### En double dames
| # | Date       | Nom de l'olympiade         | Surface    | Résultat        | Partenaire      | Ultimes adversaires         | Score            |          |
| - | ---------- | -------------------------- | ---------- | --------------- | --------------- | --------------------------- | ---------------- | -------- |
| 1 | 31/07/2021 | Olympic Tennis Event Tokyo | Dur (ext.) | 1er tour (1/16) | Nicole Melichar | Sara Errani Jasmine Paolini | 6-3, 5-7, [10-2] | Parcours |

## Parcours en Fed Cup
| #                                                                        | Date       | Lieu      | Surface      | Gagnante(s)                 | Perdante(s)                  | Score        |           |
| ------------------------------------------------------------------------ | ---------- | --------- | ------------ | --------------------------- | ---------------------------- | ------------ | --------- |
|                                                                          |            |           |              |                             |                              |              |           |
| 2014 - 1er tour (groupe mondial) - États-Unis - Italie - 1 : 3           |            |           |              |                             |                              |              |           |
| 1                                                                        | 08/02/2014 | Cleveland | Dur (int.)   | Karin Knapp                 | Alison Riske                 | 6-3, 7-5     | Parcours  |
|                                                                          |            |           |              |                             |                              |              |           |
| 2015 - Barrage (groupe mondial I) - Italie - États-Unis - 3 : 2          |            |           |              |                             |                              |              |           |
| 2                                                                        | 18/04/2015 | Brindisi  | Terre (ext.) | Sara Errani Flavia Pennetta | Alison Riske Serena Williams | 6-0, 6-3     | Parcours  |
|                                                                          |            |           |              |                             |                              |              |           |
| 2017 - 1er tour (groupe mondial) - États-Unis - Allemagne - 4 : 0        |            |           |              |                             |                              |              |           |
| 3                                                                        | 11/02/2017 | Maui      | Dur (ext.)   | Alison Riske                | Andrea Petkovic              | 7-610, 6-2   | Parcours  |
|                                                                          |            |           |              |                             |                              |              |           |
| 2018 - Finale (groupe mondial) - République tchèque - États-Unis - 3 : 0 |            |           |              |                             |                              |              |           |
| 1                                                                        | 10/11/2018 | Prague    | Dur (int.)   | Parcours                    |                              |              |           |
| 1                                                                        | 10/11/2018 | Prague    | Dur (int.)   | Parcours                    | Kateřina Siniaková           | Alison Riske | 6-3, 7-62 |

## Classements WTA en fin de saison
| Année          | 2007 | 2008 | 2009 | 2010 | 2011 | 2012 | 2013 | 2014 | 2015 | 2016 | 2017 | 2018 | 2019 | 2020 | 2021 | 2022 | 2023 |
| Rang en simple | 627  | 895  | 222  | 118  | 135  | 179  | 57   | 45   | 97   | 40   | 70   | 63   | 18   | 26   | 51   | 41   | 652  |
| Rang en double | 591  | 734  | 465  | 850  | 199  | 241  | 265  | 80   | 285  | 206  | 121  | 317  | 44   | 70   | 204  | 480  | 482  |

Source : (en) Classements de Alison Riske sur le site officiel de la Fédération internationale de tennis

## Records et statistiques

### Victoires sur le top 10
Toutes ses victoires sur des joueuses classées dans le top 10 de la WTA lors de la rencontre.
| Légende              |
| -------------------- |
| Grand Chelem         |
| Premier 5 / WTA 1000 |
| Premier / WTA 500    |
| Intern'l / WTA 250   |
| Fed Cup              |

| #  | Rang   |  | Tournoi      | Année | Surface |               | Adversaire           | Rang  | Tour     | Score          | Tableau |
| -- | ------ |  | ------------ | ----- | ------- | ------------- | -------------------- | ----- | -------- | -------------- | ------- |
| 1  | no 81  |  | US Open      | 2013  | Dur     |               | Petra Kvitová        | no 10 | 1/16     | 6-3, 6-0       | Tableau |
| 2  | no 59  |  | Stanford     | 2015  | Dur     |               | Carla Suárez Navarro | no 10 | 1/8      | 6-4, 6-4       | Tableau |
| 3  | no 56  |  | Tianjin      | 2016  | Dur     |               | Svetlana Kuznetsova  | no 8  | 1/2      | 6-4, 5-7, 6-4  | Tableau |
| 4  | no 39  |  | Shenzhen     | 2017  | Dur     |               | Carla Suárez Navarro | no 3  | 1/4      | 6-2, 3-6, 6-0  | Tableau |
| 5  | no 104 |  | Miami        | 2018  | Dur     |               | Caroline Garcia      | no 7  | 1/32     | 6-3, 6-1       | Tableau |
| 6  | no 61  |  | Bois-le-Duc  | 2019  | Gazon   |               | Kiki Bertens         | no 4  | Finale   | 0-6, 7-63, 7-5 | Tableau |
| 7  | no 55  |  | Wimbledon    | 2019  | Gazon   |               | Ashleigh Barty       | no 1  | 1/8      | 3-6, 6-1, 6-3  | Tableau |
| 8  | no 35  |  | Wuhan        | 2019  | Dur     |               | Elina Svitolina      | no 3  | 1/4      | 6-1, 6-4       | Tableau |
| 9  | no 35  |  | Wuhan        | 2019  | Dur     | Petra Kvitová | no 7                 | 1/2   | 7-5, 7-5 |                | Tableau |
| 10 | no 53  |  | Indian Wells | 2022  | Dur     |               | Garbiñe Muguruza     | no 9  | 1/32     | 0-6, 6-3, 6-1  | Tableau |